# Stephanolepas muricata
Stephanolepas muricata is een zeepokkensoort uit de familie van de Platylepadidae. De wetenschappelijke naam van de soort is voor het eerst geldig gepubliceerd in 1886 door Fischer.